# Wizyty zagraniczne premiera Jarosława Kaczyńskiego

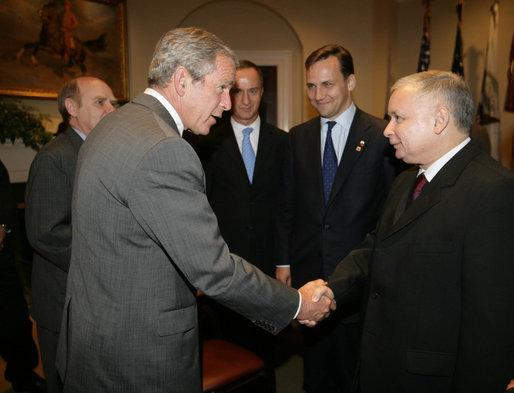
Premier Jarosław Kaczyński podczas spotkania z prezydentem USA George’em W. Bushem, Waszyngton, 2006

Wizyty zagraniczne premiera Jarosława Kaczyńskiego – spis wizyt zagranicznych Jarosława Kaczyńskiego od momentu objęcia urzędu Prezesa Rady Ministrów.
| Liczba wizyt | Flaga i pełna nazwa państwa                                                               |
| ------------ | ----------------------------------------------------------------------------------------- |
| 2            | Belgia • Litwa • Irak • Słowacja • Finlandia                                              |
| 1            | • Portugalia • Dania • Holandia • Ukraina • Niemcy • Włochy • Watykan • Stany Zjednoczone |

| Data                 | Państwo           | Opis |
| -------------------- | ----------------- | --- |
| 30 sierpnia 2006     | Belgia            | Spotkanie z przewodniczącym Komisji Europejskiej José Barroso, przewodniczącym Parlamentu Europejskiego Josepem Borrellem, wysokim przedstawicielem UE ds. polityki zagranicznej Javierem Solaną oraz premierem Belgii Guy Verhofstadtem. |
| 10 września 2006     | Finlandia         | Udział w szczycie Europa – Azja (ASEM). |
| 13–15 września 2006  | Stany Zjednoczone | Spotkanie z prezydentem George W. Bush i wiceprezydentem Dickiem Cheneyem. |
| 10 października 2006 | Węgry             | Udział w spotkaniu premierów państw Grupy Wyszehradzkiej. |
| 12 października 2006 | Włochy            | Spotkanie z premierem Romano Prodim. |
| 12 października 2006 | Watykan           | Spotkanie z papieżem Benedyktem XVI. |
| 30 października 2006 | Niemcy            | Spotkanie z kanclerz Angelą Merkel. |
| 15 listopada 2006    | Ukraina           | Spotkanie z premierem Wiktorem Janukowyczem i prezydentem Wiktorem Juszczenką. |
| 8 grudnia 2006       | Litwa             | Spotkanie z premierami Litwy, Łotwy i Estonii. |
| 15 grudnia 2006      | Litwa             | Udział w podpisaniu umowy dotyczącej zakupy rafinerii w Możejkach |
| 20 grudnia 2006      | Irak              | Spotkanie z premierem Nuri al-Malikim. |
| 15 marca 2007        | Holandia          | Spotkanie z premierem Janem Peterem Balkenende. |
| 16 marca 2007        | Dania             | Spotkanie z premierem Andersem Rasmussenem. |
| 18 kwietnia 2007     | Belgia            | Spotkanie z przewodniczącym Komisji Europejskiej. |
| 20 kwietnia 2007     | Portugalia        | Spotkanie z premierem José Sócratesem. |
| 11 maja 2007         | Słowacja          | |
| 16 maja 2007         | Irak              | Spotkanie z premierem Nuri-al-Malikim. |
| 18 czerwca 2007      | Słowacja          | Udział w spotkaniu premierów państw Grupy Wyszehradzkiej. |
| 12 września 2007     | Finlandia         | Spotkanie z premierem Finlandii Mattim Vanhanenem. |